# Robby Müller
Robby Müller, NSC, BVK, (Willemstad, 4 de abril de 1940 – Ámsterdam, 3 de julio de 2018) fue un director de fotografía de las Antillas Neerlandesas que estudio en la Netherlands Film Academy. Müller ganó reconocimiento por sus contribuciones al Cine de Alemania Occidental a través de sus colaboraciones con director Wim Wenders. A lo largo de su carrera, trabajó en estrecha colaboración con los directores Jim Jarmusch, Peter Bogdanovich, Barbet Schroeder y Lars Von Trier, con quien fue pionero en el uso de la cinematografía digital. Su trabajo le valió numerosos elogios y la admiración de sus compañeros. Murió el 3 de julio de 2018, a los 78 años, después de haber padecido demencia vascular durante varios años.

## Trabajos
La primera película en la que trabajó fue Alabama: 2000 Light Years from Home (1969). También fue la primera película de Wim Wenders y trabajarían juntos en próximas producciones como Summer in the City, Alicia en las ciudades, En el curso del tiempo, The American Friend y Paris, Texas. 
El resto de los trabajos de Müller fueron tanto grandes producciones como películas independientes. Entre ellas se cuentan To Live and Die in L.A. de William Friedkin, The Tango Lesson de Sally Potter, My Brother Tom de Dom Rotheroe, Breaking the Waves y Dancer in the Dark de Lars von Trier, Down by Law, Mystery Train, Dead Man y Ghost Dog: The Way of the Samurai de Jim Jarmusch.